# Raquel Taranilla
Raquel Taranilla García (Barcelona, 1981) es una escritora y profesora universitaria española, premio Biblioteca Breve 2020.

## Biografía
Licenciada en Derecho y doctora en Filología Hispánica, es profesora de Teoría literaria de la Universidad Complutense de Madrid. Con anterioridad impartió clases en la Universidad de Barcelona y en la Universidad Hamad Bin Khalifa. 

### Obras
En 2012 publicó La justicia narrante y en 2015 el libro autobiográfico Mi cuerpo también. En 2017 salió  la luz Sumario 3/94: la historia judicial de Vicente Arlandis.  En 2020 recibió el Premio Biblioteca Breve por su novela Noche y océano, una "historia de vampiros del siglo XXI". 